# Žluvovití
Žluvovití (Oriolidae) jsou středně velcí ptáci z řádu pěvců. Celkem 33 druhů obývá oblasti Starého světa od Afriky přes Evropu a Asii až do Austrálie. V České republice žije pouze žluva hajní (Oriolus oriolus).

## Fylogeneze
Žluvovití ptáci vznikli původně v australsko-novoguinejské oblasti, odkud se nejprve rozšířili do Asie a poté do Afriky a na souostroví Filipíny, odkud opakovaně kolonizovali Asii a ostrovy Indonésie. Zajímavé je, že nekolonizovali ostrovy Tichého oceánu a indonéské druhy kolonizovaly svou oblast rozšíření teprve nedávno - zdá se, že jsou druhy této čeledi minimálně adaptovány k ostrovnímu životu.

## Taxonomie
Podle analýzy DNA:
- Rod Sphecotheres
  - Sphecotheres vieilloti
- Rod Pitohui
  - Pitohui dichrous
  - Pitohui kirhocephalus
  - další druhy dříve řazené do tohoto rodu patří k rodům jiným
- Rod Oriolus, žluva
  - klad I - bazální skupina, hnědé druhy australské, novoguinejské a indonéské
    - O. szalayi
    - O. melanotis
    - O. flavocinctus
    - O. sagittatus
    - O. phaeochromus
    - O. bouroensis
    - O. forsteni

  - klad II - africké černohlavé druhy, spolu s kladem III kolonizovaly Afriku ve svrchním miocénu
    - O. chlorocephalus
    - O. brachyrhynchus
    - O. xanthornus

  - klad III - africké černohlavé druhy
    - O. nigripennis
    - O. percivali
    - O. larvatus
    - O. monacha

  - klad IV - žluté africké a asijské druhy
    - O. chinensis
    - O. oriolus, žluva hajní
    - O. kundoo
    - O. auratus

  - klad V - asijské červeno-černé druhy, které se rozšířily po jihovýchodní Asii před 10 milióny let
    - O. hosii
    - O. cruentus
    - O. mellianus
    - O. trailli

  - klad VI - filipínské druhy, které osídlily oblast před 4 milióny let
    - O. xanthonotus (Borneo)
    - O. steerei
    - O. albiloris
    - O. isabellae (pravděpodobně konspecifický s předchozím druhem)